# Lél
Lél vagy Lehel, más írásmód szerint Leel, Lelu, Lélö  (? – Regensburg, 955) Árpád fejedelem leszármazottja, a kalandozó magyar hadak egyik vezére, aki Bulcsú vezérrel együtt vereséget szenvedett az augsburgi (lech mezei) csatában.

## Származása

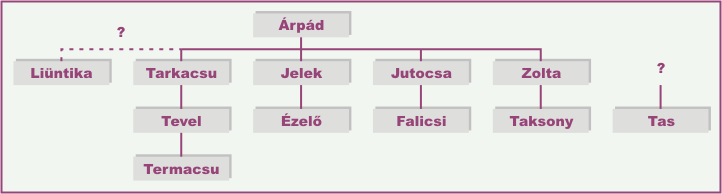
Árpád leszármazottai Kónsztantinosz szerint

Anonymus Tas fia Lélként említi a honfoglaló vezérek között, mint Árpád nemzedékébe tartozót. Ez nyilván korszaktévesztés, ha az augsburgi csatában részt vett két generáció múlva. A történészek többsége egyetért a krónikákkal abban, hogy Lél Tas fia volt, de Árpád magyar fejedelem dédunokájának tartják. Abban viszont nincs egyetértés, hogy Árpád melyik fiának volt az unokája. Hóman Bálint és Dümmerth Dezső szerint Jutocsáé, Györffy György szerint viszont Üllőé.
Más történészek véleménye szerint viszont Tas és Lél nem apa és fia voltak, hanem egy generációba tartoztak, így Lél nem volt Árpád-leszármazott.

## Szállásterülete
A nyitrai dukátus, a kavarok területére eső Alsólelóc és Felsőlelóc őrizték meg Lél itteni szállásának helyét. A dukátusi szálláshely esetleg trónörökösi pozícióra is utalhat.

## Az augsburgi csata
Lél az augsburgi csatában a nyitrai kabarok élén vett részt. A fővezér Bulcsú harka volt, aki nem tartozott az Árpádok közé. A sereg másik alvezére a valószínűleg Falicsi köréhez kapcsolható Súr volt. A csata a magyarok vereségével végződött, ami nem volt megsemmisítő, a németek az utána következő évtizedekben nem indítottak támadást Magyarország ellen. Elfogták viszont a sereg három vezérét, akiket I. Henrik bajor herceg Regensburgban felakasztatott.

## A Lehel-monda
Lehel vezérhez és kürtjéhez az ország egyik legszebb mondája kötődik, amely így szól Kálti Márk krónikás barát latin nyelvű szövege alapján:

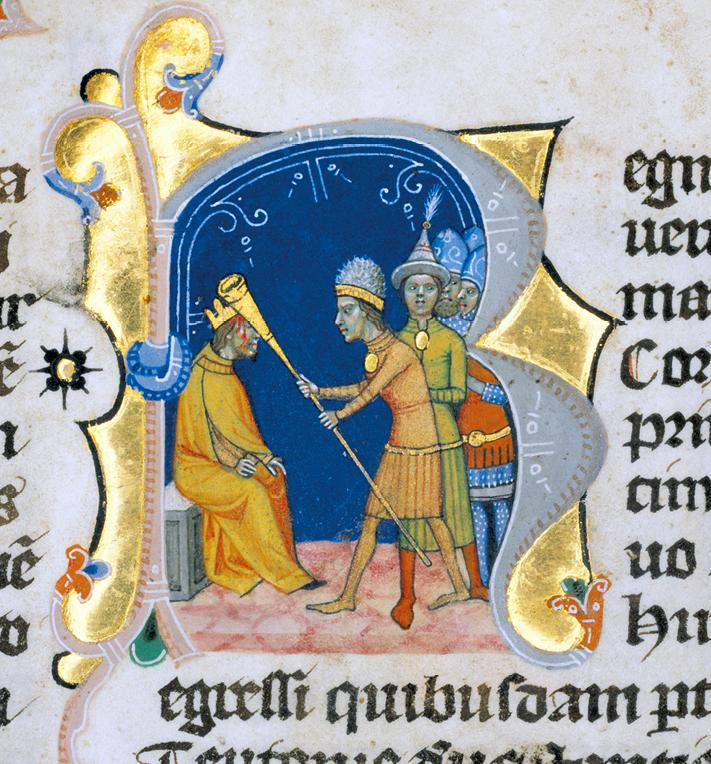
Lehel vezér kürtjével agyonüti Konrád császárt. Miniatúra a Képes krónikából

955-ben, I. Ottó uralkodása alatt történt, hogy a magyarok Németországot erősen feldúlták, de amikor Augsburg városához értek, ott erős ellenállásra találtak. A város melletti Lech-mezőn vívott véres csatában a németek a magyarokat megszorították, egy részüket kegyetlenül legyilkolták, másokat pedig fogságba vetettek. Azon a helyen foglyok lettek Lehel és Bulcsú kiváló kapitányok és a császár elé vezették őket. Mikor a császár kérdezte, miért olyan kegyetlenek a keresztények iránt, azt mondják: »Mi a legfőbb Isten bosszúja vagyunk, tőle küldve ostorul hozzátok. Ti akkor fogtok el bennünket, és öltök meg, amikor mi megszűnünk titeket üldözni.« A császár azt mondta nekik: »Válasszatok magatoknak halált, amilyent akartok!« Lehel így felelt: »Hozzátok ide kürtömet, amelybe előbb belefúvok, aztán felelek neked.« Odavitték a kürtöt, és a császárhoz közeledve, mikor nekikészült a kürtfúvásnak, erősen homlokon vágta a császárt, kit egy csapással megölt. S azt mondta neki: »Előttem fogsz menni, és szolgálni nekem a másvilágon.« Mert az a hite a szittyáknak, hogy akiket életökben megöltek, azok szolgálni tartoznak nekik a másvilágon. Haladéktalanul lefogták őket, és Regensburgban bitófán megfojtották.

### A monda háttere
A monda egyes elemei már Anonymusnál is felbukkannak. A legkorábbi ma is ismert leírás a Képes krónikából ered, amelybe a feltételezések szerint az 1272 körül Ákos mester által megírt krónikából került át. A Képes krónika egyik iniciáléja ábrázolja is Lehel vezért, egy hosszú, egyenes trombitafélével.
A monda kétség nélküli valóságalapja az Augsburg melletti csata 955-ben, és a csatát vezető két magyar vezér. Eltérés a legendától, hogy a csata idején nem volt megválasztott német-római császár, az egyesült frank-sváb-szász-bajor-cseh csapatokat I. Ottó király vezette, akit később részben a magyarok felett aratott győzelme miatt német-római császárrá koronáztak. A legendabeli Konrád valószínűleg a magyarok korábbi szövetségese, Vörös Konrád frank herceg volt, akinek a magyarok jó ismerőjeként döntő szerepe volt a csatában.
Ahogy azt a vezér neve is sugalmazza, és a tudományos kutatások is erre utalnak, Lehel vezér méltóságjelvénye valóban a kürt volt. A kürt egyébként fontos szerepet töltött be a honfoglaló magyaroknál.

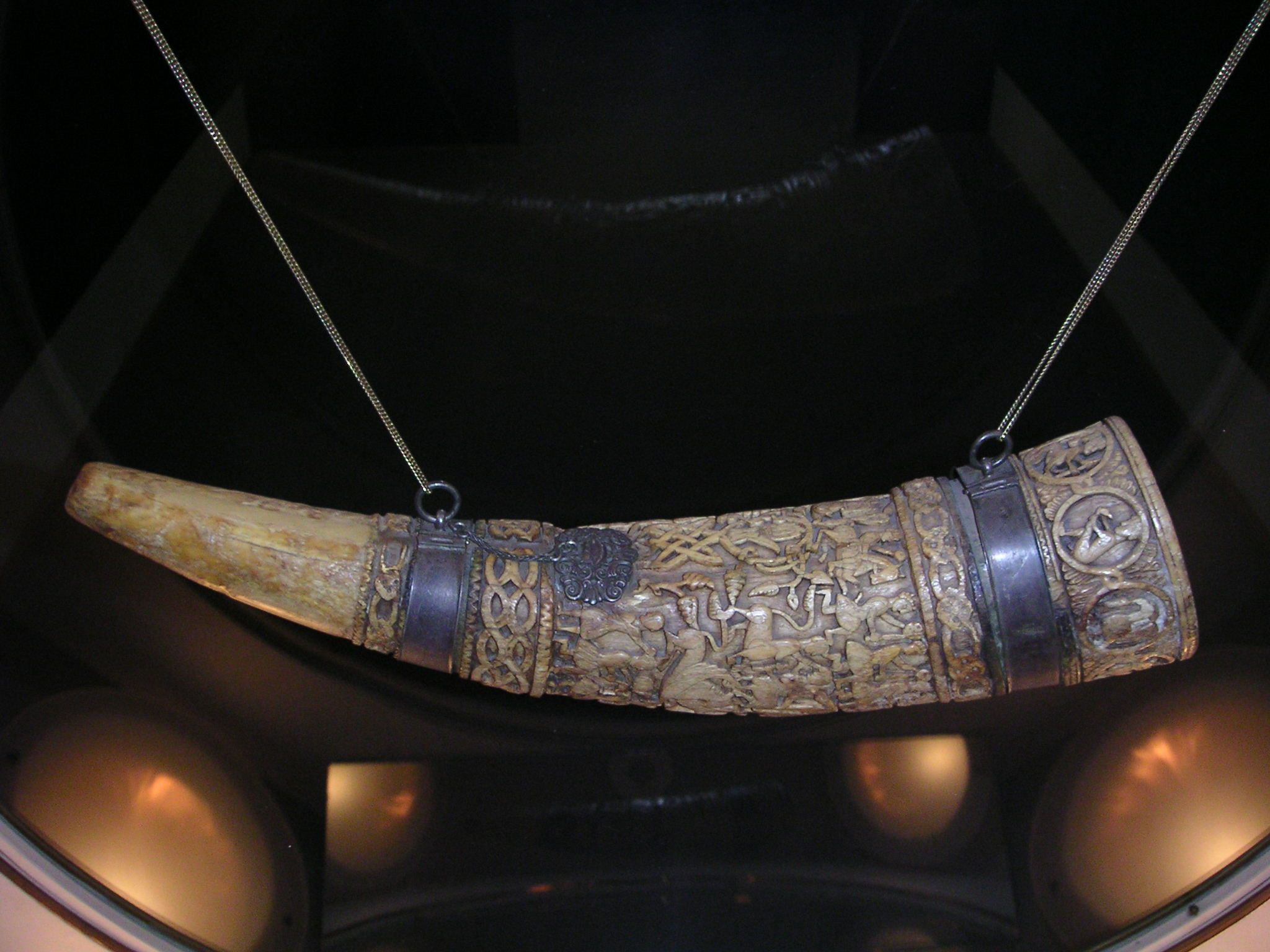
„Lehel kürtje”

Lotaringiai Vörös Konrád halála a valóságban: Konrád 955-ben, a Lech-mezei csatában vesztette életét, míg Ottó király (később császár) oldalán harcolt a magyarok ellen. A krónikás, Corveyi Widukind szerint ez így történt:
Konrád herceg, mindenek közt a legkiválóbb a csatában, a csata fáradságától szenvedvén, amit a szokatlanul heves napsütés okozott, meglazította páncélzatán vértje szíjait, hogy némi levegőhöz jusson. Ekkor egy nyílvessző fúrta át torkát és azonnal megölte.
Konrád testét Worms városába vitték, ahol pazar temetést rendezett neki fia, Ottó. Testét a wormsi katedrálisban helyezték nyugalomra.  Vörös Konrád volt II. Konrád német-római császár dédapja.

## Lehel kürtje
Lehel kürtjeként jelenleg a jászberényi Jász Múzeumban őriznek egy 10.-11. századból való elefántcsont kürtöt. Ez nagy valószínűséggel nem azonos a mondai kürttel.